# Andrés Felipe Arboleda
Andrés Arboleda (Florida, Valle del Cauca, Colombia, 13 de abril de 1987) es un futbolista colombiano. Juega de volante.

## Clubes
| Club                 | País     | Año         |
| -------------------- | -------- | ----------- |
| América de Cali      | Colombia | 2005 - 2008 |
| Deportivo Pereira    | Colombia | 2009        |
| Cortuluá             | Colombia | 2009 - 2011 |
| Atlético Bucaramanga | Colombia | 2011 - 2012 |
| Patriotas Boyacá     | Colombia | 2012 - 2013 |
| Cúcuta Deportivo     | Colombia | 2014 - 2015 |
| Jaguares de Córdoba  | Colombia | 2016 - 2019 |

## Palmarés

### Campeonatos nacionales
| Título              | Club            | País     | Año  |
| ------------------- | --------------- | -------- | ---- |
| Torneo Finalización | América de Cali | Colombia | 2008 |
| Primera B           | Cortuluá        | Colombia | 2009 |